# Walter Geppert
Walter Geppert (* 31. Mai 1939 in Wien) ist ein österreichischer Jurist und Politiker (SPÖ) im Ruhestand.

## Leben
Nach einer Lehre als Dreher und Werkzeugmacher besuchte Walter Geppert die Sozialakademie der Arbeiterkammer Wien. Ab 1962 war er in der Arbeiterkammer Wien tätig. Daneben studierte er an der Universität Wien Rechtswissenschaften, wo er 1979 promovierte.
Von 1985 bis 1991 war er Generaldirektorstellvertreter im Hauptverband der österreichischen Sozialversicherungsträger. Von 1989 bis 1990 übte er das Amt des Bundesministers für Arbeit und Soziales aus.
Von 1991 bis 2001 war er Generaldirektor des Hauptverbandes der österreichischen Sozialversicherungsträger, ab 1992 Vorstandsmitglied der Internationalen Vereinigung für Soziale Sicherheit (IVSS).

## Auszeichnungen
- 2002: Goldenes Ehrenzeichen für Verdienste um das Land Wien
- 2004: Großes Goldenes Ehrenzeichen für Verdienste um die Republik Österreich[1]